# 马子龙
马子龙（1944年—），云南腾冲人，中国人民解放军将领、中国人民解放军中将。 
2002年，授予中国人民解放军中将，曾任成都军区副政治委员。2008年，当选第十一届全国政协委员，代表特别邀请人士，分入第五十六组。并担任民族和宗教委员会专委。